# 科隆/波恩機場
科隆/波恩機場（德語：Flughafen Köln/Bonn）是德國的一個國際機場，全名为「科隆/波恩康拉德·阿登纳机场」（Flughafen Köln/Bonn "Konrad Adenauer"）。
机场位於科隆东南方，波恩西北方。60个航空公司的航线连接着39个国家的130个目的地，主要为欧洲城市和地中海沿岸的度假地。

## 排名
科隆/波恩机场在2006年成为德国第六大机场——货运第二，客运第七。
- 2022年，约有8万乘客使用机场。

- 2022年，该机场处理了971,000吨航空货物。